# Comunidade quilombola Arapemã
Arapemã é uma comunidade remanescente de quilombo, população tradicional brasileira, localizada no bairro Pérola do Maicá, no município brasileiro de Santarém, no Pará. A comunidade de Arapemã é formada por uma população de 74 famílias, com um total de 240 pessoas, distribuídas em uma área de 3828,9789 hectares. O território foi certificado como remanescente de quilombo (reminiscências históricas de antigos quilombos) em 2010, pela Fundação Cultural Palmares.
Esta comunidade teve o Relatório Técnico de Identificação e Delimitação publicado em 2008 (etapa da regularização fundiária). Os títulos de terras foram entregues pela Prefeitura Municipal (pois o quilombo se localiza em área urbana, por isso não é competência do INCRA) no dia 05 de fevereiro de 2020.

## Tombamento
O tombamento de quilombos é previsto pela Constituição Brasileira de 1988, bastando a certificação pela Fundação Cultural Palmares:
Art. 216. Constituem patrimônio cultural brasileiro os bens de natureza material e imaterial, tomados individualmente ou em conjunto, portadores de referência à identidade, à ação, à memória dos diferentes grupos formadores da sociedade brasileira [...]
§ 5º Ficam tombados todos os documentos e os sítios detentores de reminiscências históricas dos antigos quilombos.
Portanto, a comunidade quilombola de Arapemã é um patrimônio cultural brasileiro, tendo em vista que recebeu a certificação de ser uma "reminiscência histórica de antigo quilombo" da Fundação Cultural Palmares no ano de 2010.

## Situação territorial
O título da terra (regularização fundiária) proporciona que a comunidade enfrente menos dificuldades para desenvolver a agricultura (como conflitos pela posse da terra com os fazendeiros da região em que se localiza), que solicite o licenciamento ambiental de seu território e solicite políticas sociais e urbanas para melhorias de suas condições de vida, como infraestrutura urbana de redes de energia, água e esgoto.

Por exemplo, em 2023, a comunidade recebeu uma nova edificação para a Escola Municipal de Educação Infantil e Ensino Fundamental Nossa Senhora Santana, construída e entregue pela Prefeitura Municipal de Santarém, com capacidade para atender 70 alunos do pré ao 9º ano do ensino fundamental. A edificação que custou R$ 522.276,48 para os cofres públicos tem seis salas de aula, cozinha, depósito, refeitório, secretaria, diretoria e banheiros masculino, feminino e PDE. A escola funciona desde a década de 1940, quando o ensino ainda era chamado de MOBRAL (Movimento Brasileiro de Alfabetização, um método de alfabetização do período da ditadura militar no Brasil).
Povos Tradicionais ou Comunidades Tradicionais são grupos que possuem uma cultura diferenciada da cultura predominante local, que mantêm um modo de vida intimamente ligado ao meio ambiente natural em que vivem. Através de formas próprias: de organização social, do uso do território e dos recursos naturais (com relação de subsistência), sua reprodução sócio-cultural-religiosa utiliza conhecimentos transmitidos oralmente e na prática cotidiana.